# Kjosen (Tromsø)
Pour les articles homonymes, voir Kjosen.
Kjosen est une localité du comté de Troms, en Norvège.

## Géographie
Administrativement, Kjosen fait partie de la kommune de Tromsø.